# Eotetranychus beeri
Eotetranychus beeri är en spindeldjursart som beskrevs av Baker och James P. Tuttle 1994. Eotetranychus beeri ingår i släktet Eotetranychus och familjen Tetranychidae. Inga underarter finns listade i Catalogue of Life.